# Nicanor Duarte Frutos
Nicanor Duarte Frutos, né le 11 octobre 1956 à Coronel Oviedo, est un journaliste, avocat et homme d'État paraguayen, qui a été président de la République du 15 août 2003 au 15 août 2008.

## Biographie
Il est marié avec María Gloria Penayo et père de six enfants.

## Carrière professionnelle
Duarte est journaliste, écrivant notamment comme chroniqueur et éditorialiste dans les colonnes du quotidien Ultima Hora de Asunción, de 1980 à 1991. Il est par ailleurs avocat, licencié en philosophie et diplômé en sciences politiques. Il a également occupé une chaire de philosophie et d'éthique à la Faculté de philosophie de l'Université d'Asuncion.

## Carrière politique
Il est entré en politique à l'âge de 14 ans, devenant membre du Parti colorado le 28 juillet 1971.
Duarte a exercé les fonctions de ministre de l'Éducation et de la Culture d'août 1993 à février 1997, durant la présidence de Juan Carlos Wasmosy, puis à nouveau de mars 1999 à janvier 2001, durant la présidence de Luis Angel Gonzalez Macchi.
Membre à deux reprises du bureau politique du Parti colorado, il en devient également le président, après un vote direct des militants, le 6 mai 2001.
Le 27 avril 2003, Duarte remporte l'élection présidentielle, avec comme colistier, pour la vice-présidence, Luis Castiglioni (en), et prend ses fonctions quelques mois plus tard, pour un mandat de cinq ans, jusqu'en août 2008. Il tente de modifier la Constitution afin de pouvoir exercer un second mandat mais doit renoncer devant un mouvement populaire. Particulièrement hostile au candidat réformiste Fernando Lugo, il affirme que « si l’opposition arrive au pouvoir en 2008, commencera la plus terrifiantes des chasses aux sorcières de l’histoire paraguayenne... Nous, les Colorados, serons persécutés comme les Juifs à l’époque de Hitler ».
En septembre 2008, un général de l'armée paraguayenne affirme avoir participé à une réunion au domicile de Lino Oviedo au cours de laquelle a été envisagé un coup d’État contre Fernando Lugo. D'autres personnalités militaires et politiques étaient également présentes, dont Nicanor Duarte.
Son gouvernement fait l'objet d'accusations de montages judiciaires et de séquestrations par la police de militants politiques.